# Recess
Recess je první studiové album amerického producenta elektronické hudby Skrillexe. Bylo vydáno 17. března 2014. Na albu spolupracoval s Ragga Twins, Kill The Noise, Fatman Scoop, Killagraham, Alvin Risk, Chance The Rapper, a CL & G-Dragon. Bylo také uploadováno na Skrillexův oficiální YouTube kanál.

## Seznam skladeb
| Pořadí         | Název                                               | Délka |
| -------------- | --------------------------------------------------- | ----- |
| 1.             | All Is Fair In Love and Brostep (feat. Ragga Twins) | 4:08  |
| 2.             | Recess (feat. Kill The Noise & Fatman Scoop)        | 3:57  |
| 3.             | Stranger                                            | 4:49  |
| 4.             | Try It Out (feat. Alvin Risk)                       | 3:49  |
| 5.             | Coast Is Clear (feat. Chance The Rapper)            | 4:03  |
| 6.             | Dirty Vibe (feat. CL & G-Dragon)                    | 3:26  |
| 7.             | Ragga Bomb (feat. Ragga Twins)                      | 4:18  |
| 8.             | Doompy Poomp                                        | 3:25  |
| 9.             | Fuck That                                           | 3:50  |
| 10.            | Ease My Mind (with Niki & The Dove)                 | 5:02  |
| 11.            | Fire Away (with Kid Harpoon)                        | 5:42  |
| Celková délka: | Celková délka:                                      | 46:29 |